# Юрчиха
Юрчи́ха — село в Україні, у Кам'янській міській громаді Черкаського району Черкаської області. Розташоване на лівому березі річки Тясмин в південно-східній частині району за 2 км від центру громади — міста Кам'янка та за 8 км від залізничної станції Кам'янка. Населення становить 911 осіб (2024).

## Історія

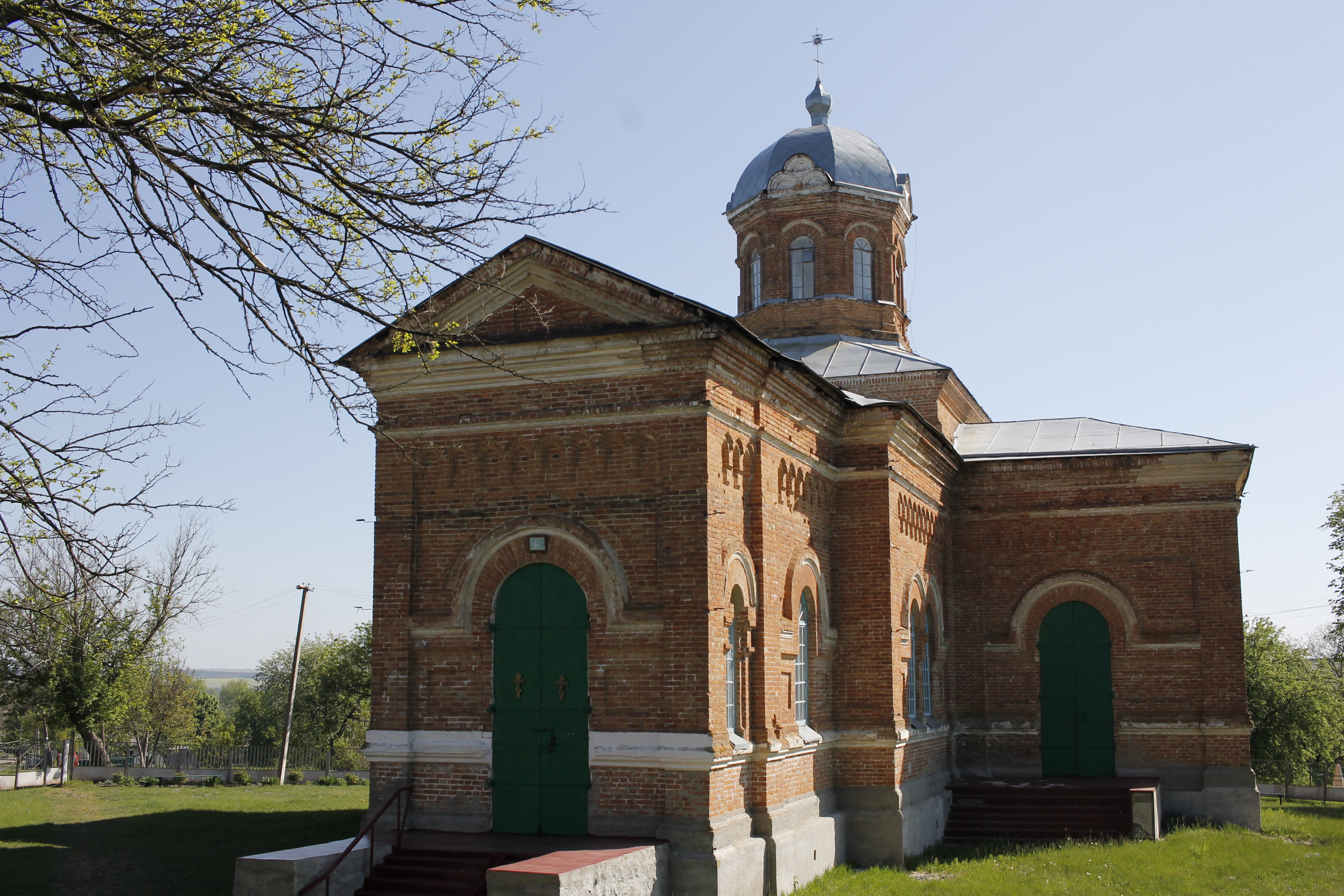
Церква Пречиста Богородиці (Успенська церква)

Село з'явилося на початку XVIII століття. На території села знайдено монети карбування часів царювання Катерини II (1765 рік) та інші предмети народного вжитку.
Колись давно через Юрчиху та Тимошівку (особливо через Тимошівку) проходив чумацький шлях від Чигирина на південь. І одного разу з Чигирина вирушив в дорогу чумак Юрко з своїм сином Іваном (тому, що Юрко був дуже хворий). Коли Юркові стало дуже погано і до Тимошівки ще було далеко то Іван запропонував звернути в гай. Як тільки вони добрались до гаю (теперішньої Юрчихи), то Іван подався за жінкою Юрка (для Івана вона була мачухою). Коли приїхала Юрчиха (на Юрчиху в інших версіях кажуть «козачка Юрчиха») то Юрко вже помер, а в сутичці з бузувірами Івана вбили. Юрчиха не захотіла повертатися додому з іншими чумаками і першою збудувала хату в місцевості, яку займає центр сучасного села, легендарна «козачка Юрчиха». Потім прийшли молодші дев'ять селян і оселилися теж тут. Вони і дали назву села Юрчиха.[джерело?]
Коли археологи знайшли щоденник поміщиці О. О. Давидової то з нього вони дізнались про село: 
| «Село Юрчиха дуже співуче і дружнє. Коли жителі села робили будь-яку роботу вони завжди співали. В Юрчисі мені дуже подобається. До мене дуже привітно відносяться селяни. В селі дуже багато гаїв. Я пам'ятаю, як одного разу до Юрчихи завітав О. С. Пушкін йому це село дуже сподобалось, але коли про це дізналися його друзі, то вони забрали його з відси і він більше сюди не приходив». |[джерело?]
Північна частина села має назву Пастирівка. За переказом старожилів, цю частину села заселили селяни-ремісники, вихідці з села Пастирське, які були виміняні юрчиським паном Давидовим на породистих собак у пастирського пана.[джерело?] А ще є такі частини села, як: Далібівка, Яремівка, Підлісна, Новоселиця, Балки, кожна з яких свідчить про своє походження та розміщення на території села.
Станом на 1885 рік у колишньому власницькому селі Кам'янської волості Чигиринського повіту Київської губернії мешкало 942 особи, налічувалось 185 дворових господарств, існувала школа.
За переписом 1897 року кількість мешканців зросла до 1241 особи (619 чоловічої статі та 622 — жіночої), з яких 1232 — православної віри.
На початку XX століття Юрчиха, як і всі інші села аграрної царської Росії, була типовим відсталим бідним селом Київської губернії.[джерело?] У селі налічувалось 267 дворів, 1348 жителів. Головним заняттям населення було землеробство. Селу належало 3611 десятин землі, з них — поміщицькі, Давидова Василя Петровича, — 2937 десятин і 674 десятини у селян. У селі була початкова школа, яка розміщувалась в старій хаті під соломою. У школі навчалося тоді до 50 учнів і був один учитель.
Щороку весною багато юнаків, дівчат та людей середнього віку йшли на південь в степову Україну найматися на сезонні роботи до поміщиків та панів. Частина людей була в наймах у місцевої поміщиці Давидової: понад 30 осіб були наймитами на постійній роботі і понад 50 осіб були сезонними робітниками. Поміщиця Давидова була ліберальною, але і проти неї місцеві селяни 1905 року виявили свій гнів — підпалили тваринницьке приміщення «воловню». Підозра впала на Дригу Ксенофонта Миновича, якого було засуджено до одного року ув'язнення.
В селі існує церква, яка збудована у 1902 році. 1912 року в Юрчисі було збудовано приміщення нової школи при частковому фінансуванні поміщиці Давидової. В селі була приватна крамниця та шинок. Але не було ні медичної установи, ні ветпункту, ні поштової філії. Населення користувалось послугами знахарів та шептунів. Понад 75 % населення було неписьменним, особливо жінки. Вищу освіту[джерело?] мала поміщиця Давидова, середню — два вчителі і піп.
У листопаді 1929 року, під час примусової колективізації, в селі було організовано колгосп імені Петровського. Першим головою колгоспу був комуніст, чех за походженням, Чапек Йосип Францевич.
Населення Юрчихи пережило страшну трагедію голодомору 1933 року, наслідки якої відчувалися протягом багатьох десятиліть. У селі від голоду загинуло 134 особи, це лихо не обійшло 53 двори.
Напередодні Німецько-радянської війни в колгоспі налічувалось понад 2000 гектарів землі, 109 гектарів лісу, три трактори, що належали МТС (державі), два автомобілі, тваринницькі приміщення, майстерня, млин з газогенераторним двигуном, що лишився від поміщиці Давидової. У 1937 році з ініціативи колгоспника Дриги Івана Купріяновича було закладено колгоспний сад на площі 23 га і обсаджено тополями та чагарниками. З колишнього поміщицького господарського приміщення було побудовано сільський клуб, сільмаг. У селі була семирічна школа, де навчалось 40 дітей і працювало 4 вчителі.
З перших днів війни велику рогату худобу і свиней було відправлено за Дніпро, на схід. На початку серпня 1941 року село окупували німці. Проти окупантів та їх посібників з місцевого населення виступили партизани. Восени 1941 року в Комсомольському лісі був організований партизанський загін, командиром якого був комуніст Куценко Андрій Степанович. Активними учасниками партизанського руху були і юрчани: Поліщук Йосип Юхимович, Лушпіган Гнат Тимофійович, Лушпіган Федот Гаврилович, Микульський Олександр Федорович, Микульський Федір та багато інших.
Німці нещадно експлуатували та знущалися над селянами. Було спалено 15 селянських хат. Окупанти розстріляли вчителя Дригу Дорофея Карповича, колгоспника-активіста Пономаренка Самсона Васильовича, його зятя Сіряка Миколу Євдокимовича, який працював перед війною в апараті ЦК ЛКСМУ, колгоспників Лушпігана Федота Никоновича, Лушпігана Мефодія Савовича та інших.

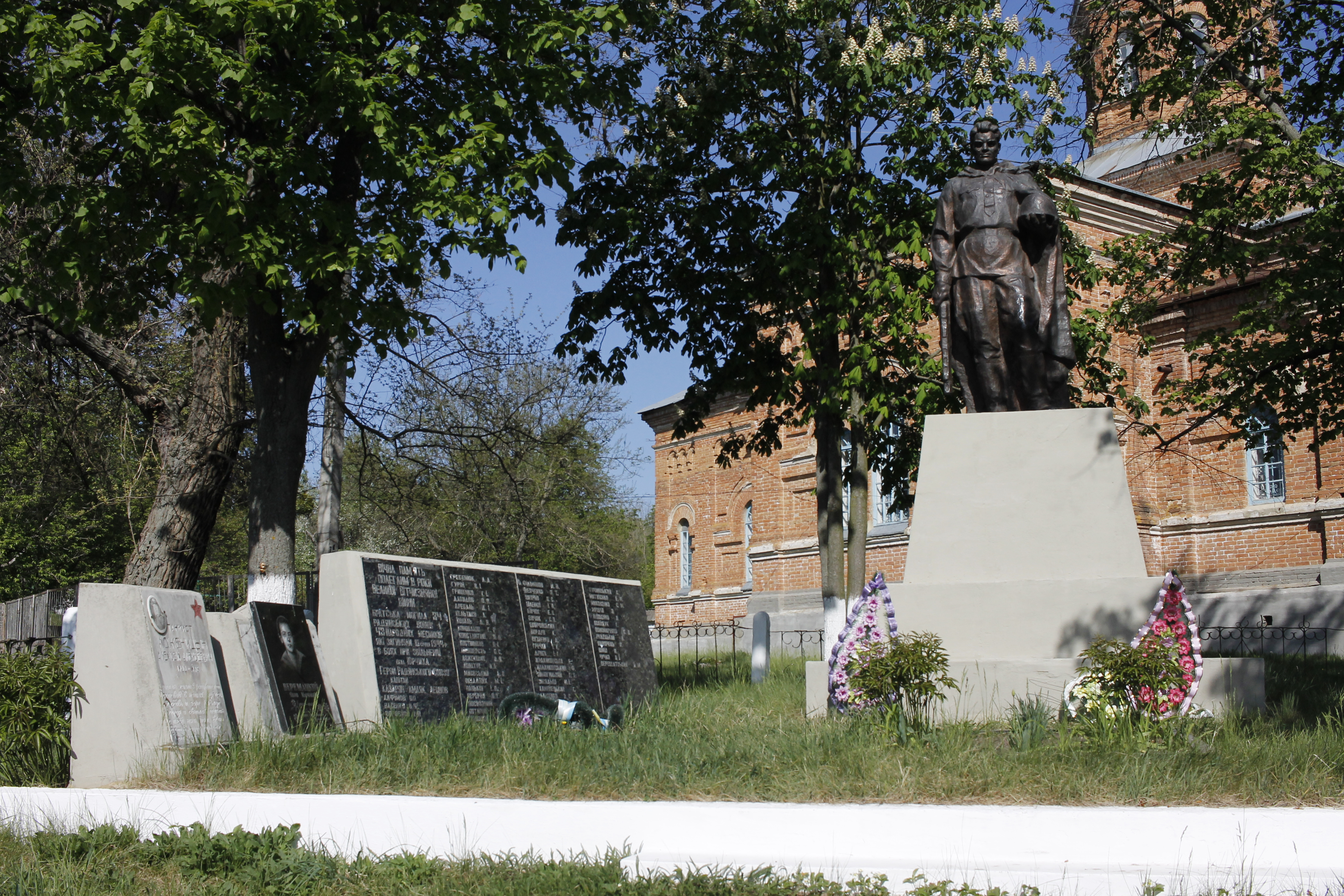
Братська могила загиблих воїнів

У роки німецько-радянської війни 286 жителів Юрчихи воювали на фронтах, 142 з них загинули, 48 нагороджені орденами і медалями СРСР. У 1958 році в селі на могилі загиблих воїнів і партизанів було встановлено пам'ятник, де поховано і Героя Радянського Союзу, що визволяв Кам'янський район, вірменина Амаяка Левоновича Казаряна. У 1962 році на площі біля школи встановлено обеліск Слави.
Долаючи повоєнні труднощі, ланкові М. Г. Дяченко та Г. Ф. Кривохижа досягли високих урожаїв пшениці, у 1948 році за самовіддану працю були нагороджені орденом Леніна, а колгоспниці О. Ф. Головатенко та Т. Д. Засядько — медаллю «За трудову відзнаку». Очолював колгосп на той час колишній військовик І. Я. Черненко. Це при ньому за рахунок державної позики були побудовані найкращі в районі господарські приміщення, село було електрифіковане та радіофіковане. Як один з найкращих керманичів господарства в пам'яті колгоспників залишився Долінський. За часів керівництва колгоспом П. П. Скрипкою було побудовано нові приміщення ферм, ставок, греблю, засипано Яремівський яр. Значну допомогу колгоспу за час шефства над ним надав Кам'янський машинобудівний завод.
Станом на 1972 рік в селі мешкало 1603 осіб, працювали восьмирічна та вечірня школи, будинок культури з залом на 400 місць, бібліотека з книжковим фондом 5 тисяч книг, медпункт, дитячий санаторій «Зірочка» на 106 місць, побутовий комбінат. Колгосп імені Петровського обробляв 4,5 тисячі га сільськогосподарських угідь, у тому числі 3,2 тисячі га орної землі. Господарство спеціалізувалося на виробництві м'яса.
З 1980-х років у селі функціонують восьмирічна школа, два магазини, міжсількомунгосп, медпункт, будинок сільської ради, дім тваринника, будинок для спеціалістів сільського господарства, заасфальтовані центральні вулиці, відкрито філію Ощадбанку, поштове відділення зв'язку, ведуться роботи з телефонізації села, будівництва водогону.
У 1998 році було проведено газифікацію першої черги села, почалася реорганізація аграрного сектора економіки: роздержавлення та розпаювання земель, створення нового власника.
З 2019 року і дотепер село у складі Кам'янської міської громади. Після приєднання до ОТГ скоротили працівників сільської ради, закрили старші класи у школі. Нині тут функціонують ФАП, Юрчиська філія І ступеня комунального закладу «Кам'янський ліцей № 1 Кам'янської міської ради Черкаської області», заклад дошкільної освіти (дитячий садок) «Сонечко». 3 магазини, будинок культури, бібліотека та церква.